# Аридоамерика
Аридоамерика је термин скован 1988 да означи културни регион који обухвата северне и централне области Мексика и мали део југозапада САД. Мезоамерика се налази јужно и источно, а Оазисамерика на северу. Ови културни региони су се преклапали.
За разлику од Мезоамерике, Аридоамерика је имала суву климу. Због тешких услова за живот преколумбовски народи у овој области су имали другачију културу и обрасце понашања од својих мезоамеричких суседа. У овој области постоји већи број сезонских потока и мањих језера, која се јављају тек након ретких киша.

## Методи одржавања староседелаца
Чичимеке су били ловци-сакупљачи који су живели у области Аридоамерике. Чичимека је назив за народе који су живели северно од Астека (Нава), а значење је слично изразу Варвари. Они су скупљали магвеје (Agave americana), цветове биљке јука, зрневље дрвета мескит, семење траве чиа и кактусе, укључујући и плодове какстуса опунција (Opuntia ficus-indica). Агава американа (магвеј) је била нарочито важан ресурс у овој области.
Упркос сувој клими, Аридоамерика има навећи број врста дивљег и домаћег тепари пасуља (Phaseolus acutifolius) и могуће је да је она била место где је припитомљен. Узгајање кукуруза допрло је до Аридоамерике око 2.100. године пре нове ере. Археолози се не слажу око тога да ли су га и у области донели јутоастечки досељеници из Мезоамерике или су га друге групе пренеле било са севера или југа културном разменом.
Извори хране у Доњој Калифорнији су били рибарење и лов, као и сакупљање жирева, кактуса опунција, плодова борова и осталих биљака.
Народи Аридоамерике су секли стабла врбе да би подстакли раст изданака. Ови изданци врбе су коришћени за плетење кошара у којима је припремана храна. Храна је припремана на тај начин што су у ове кошаре прво сипане каше, а затим је у њих убацивано ужарено камење.

## Географија
Мексичке државе које се налазе у области Аридоамерика:
- Агваскалијентес
- Доња Калифорнија
- Јужна Доња Калифорнија
- Коавила
- Чивава
- Дуранго
- Нови Леон
- Сан Луис Потоси
- Сонора
- Тамаулипас
- Закатекас (држава)

У области Аридоамерике се налазе и северни делови ових мексичких држава:
- Идалго
- Гванахуато
- Керетаро
- Халиско
- Синалоа

## Староседеоци Аридоамерике
- Акаси
- Каскан
- Кочими
- Кокопа
- Гвачичил
- Гвачимонтоне
- Гвамаре
- Гвајкура,
- Варихијо
- Хуичол
- Килива
- Кумејај
- Мајо
- Моголон култура (између 200. и 1450)
- Монки
- Опата
- Отоми
- Пај Пај
- Паме
- Перику
- Пима Бахо
- Сери
- Тарахумара
- Текуси
- Тепекано
- Тепехуан
- Теучтитланска традиција
- Јаки
- Закатек